# Sterz (Zeitschrift)
Sterz war eine seit 1977 erscheinende österreichische Zeitschrift für Literatur, Kunst und Kulturpolitik. Die in Graz erscheinende Zeitschrift war mit 8000 Exemplaren Auflage Österreichs größtes nichtkommerzielles Kulturmagazin und wurde über Abonnements vertrieben sowie durch Handverkauf und in 390 Buch- und Zeitschriftenhandlungen in ganz Österreich. 2014 erschien mit der Nummer 112 zum Thema „Schönheit“ die letzte reguläre Nummer der Zeitschrift. 2017 stellte der Sterz mit der Sondernummer 112 zum Werk von Franz E. Kneissl sein Erscheinen ein.
Der Sterz wurde 1977 von Erich Baumann, Wolfgang Pollanz, Horst A. Schirgi, Wolfgang Temmel und Gerd Wagner gegründet.
Sie redigierten die Hefte 1 bis 4.
Weitere Redakteure:
5. Wolfgang Pollanz, Wolfgang Temmel
6. Gerald Brettschuh, Franz Pollanz
7, 8, 9 Gernot Lauffer
10, 11 Gerald Brettschuh, Wolfgang Pollanz
12 Gerald Brettschuh, Gernot Lauffer, Wolfgang Pollanz
13–34 Gerald Brettschuh, Kurt Franz, Gernot Lauffer
35–99 Ludwig Frege, Gernot Lauffer
Redaktion WienSterz:
11–21 Marlies Breier
18–20 Joanc Bonin
21–24 Gerd Tiefner, 22–24 Martin Schuschnig, 23, 24 Fritz Hausjell, Alfred Woschitz
Sterz veröffentlichte nur Erstdrucke und war offen sowohl für bekannte als auch für unbekannte Autoren. Da es keine Einschränkung auf bestimmte literarische Gattungen gab, veröffentlichte die Redaktion erzählende Prosa ebenso wie Lyrik, dramatische Texte und Essays. Zu den bekannten Autoren, die im Sterz publiziert haben, gehört Elfriede Jelinek; weitere Erstveröffentlichungen stammen von Ruth Aspöck, Markus Berger, Uwe Bolius, Georg Bydlinski, Martin Dragosits, Klaus Ebner, Bülent Kacan,  Helmut Eisendle, Franzobel, Max Gad, Marianne Gruber, Ilse Kilic, Erika Kronabitter, Elmar Mayer-Baldasseroni, Lutz Rathenow, Gerhard Roth, Knut Schaflinger, Franz Schuh und Peter Paul Wiplinger.
Die Zeitschrift ist auch für Erstveröffentlichungen normalerweise schwarzweißer Grafiken bekannt von Künstlern wie Herbert Brandl, Alfred Hrdlicka, Peter Janach, Gernot Pock, Kurt Rendl und Markus Stieber.